# دهاپای
دهاپای (به انگلیسی: Dhapai) یک منطقهٔ مسکونی در پاکستان است که در پنجاب واقع شده‌است. دهاپای ۲۱۳ متر بالاتر از سطح دریا واقع شده‌است.